# Noord-Hofland
Noord-Hofland is een wijk in de Zuid-Hollandse gemeente Voorschoten, deels gesitueerd in de oude Noord-Hoflandsche polder. De wijk ligt enigszins los van de rest van Voorschoten en tussen de Leidse wijken Stevenshof en Leiden Zuidwest in. De reden hiervoor is dat een strook land vrijgehouden is voor de N434. Eind 2013 is besloten dat het weggedeelte onder Voorschoten wordt ondertunneld.
De eerste huizen van Noord-Hofland werden eind jaren 60 ten westen van de Leidseweg gebouwd. Met name in de jaren 70 verrees een wijk met flats, rijtjeshuizen en schakelwoningen. De wijk is door de gemeente Voorschoten van buiten naar binnen gebouwd, dus eerst aan de kant van Leiden, om Leidse annexatieplannen voor te zijn.

## Voorzieningen
Noord-Hofland is een groen opgezette woonwijk met eigen wijkvoorzieningen. Er zijn naast een centraal winkelcentrum, twee basisscholen en een activiteitencentrum ("De Alettahof") ook verschillende parken gelegen, zoals het monumentale Ter Wadding. Aan de westzijde ligt het langgerekte Park Noord-Hofland en aan de oostzijde is het Leidse Park de Hooghkamer te vinden. De wijk wordt hier begrensd door de Korte Vliet, die de omstreeks 50 na Chr. door de Romeinen gegraven Vliet met de (Oude) Rijn verbindt.
Aan de zuidgrens van Noord-Hofland ligt de voor het publiek toegankelijke Buitenplaats Berbice. Ook liggen aan de zuidwestzijde van de wijk de velden van de meeste Voorschotense sportverenigingen (hockey, voetbal, atletiek, etc.) en zijn er een par-3 golfbaan en overdekt zwembad te vinden.

## Verkeer en vervoer
Dwars door Noord-Hofland loopt het noordelijke deel van de oude Leidseweg die gebouwd is op een zandrug.
De snelwegen A44 en A4 zijn in 5-10 autominuten te bereiken.
Verder heeft de wijk met Station De Vink een eigen treinstation. Hier vertrekken per uur vier treinen uit de richting van Den Haag naar Haarlem en Schiphol/Amsterdam en vice versa. Ook is er een busverbinding die Noord-Hofland verbindt met de rest van Voorschoten, Leiden en Den Haag.
Noord-Hofland is net als de rest van Voorschoten op fietsafstand van het strand (Wassenaarseslag) en het Groene Hart gelegen.

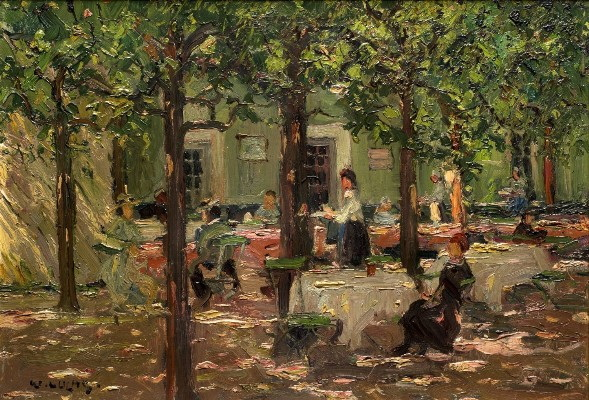
Uitspanning De Oude Vink (1917), door Willy Lucas (Particuliere collectie)
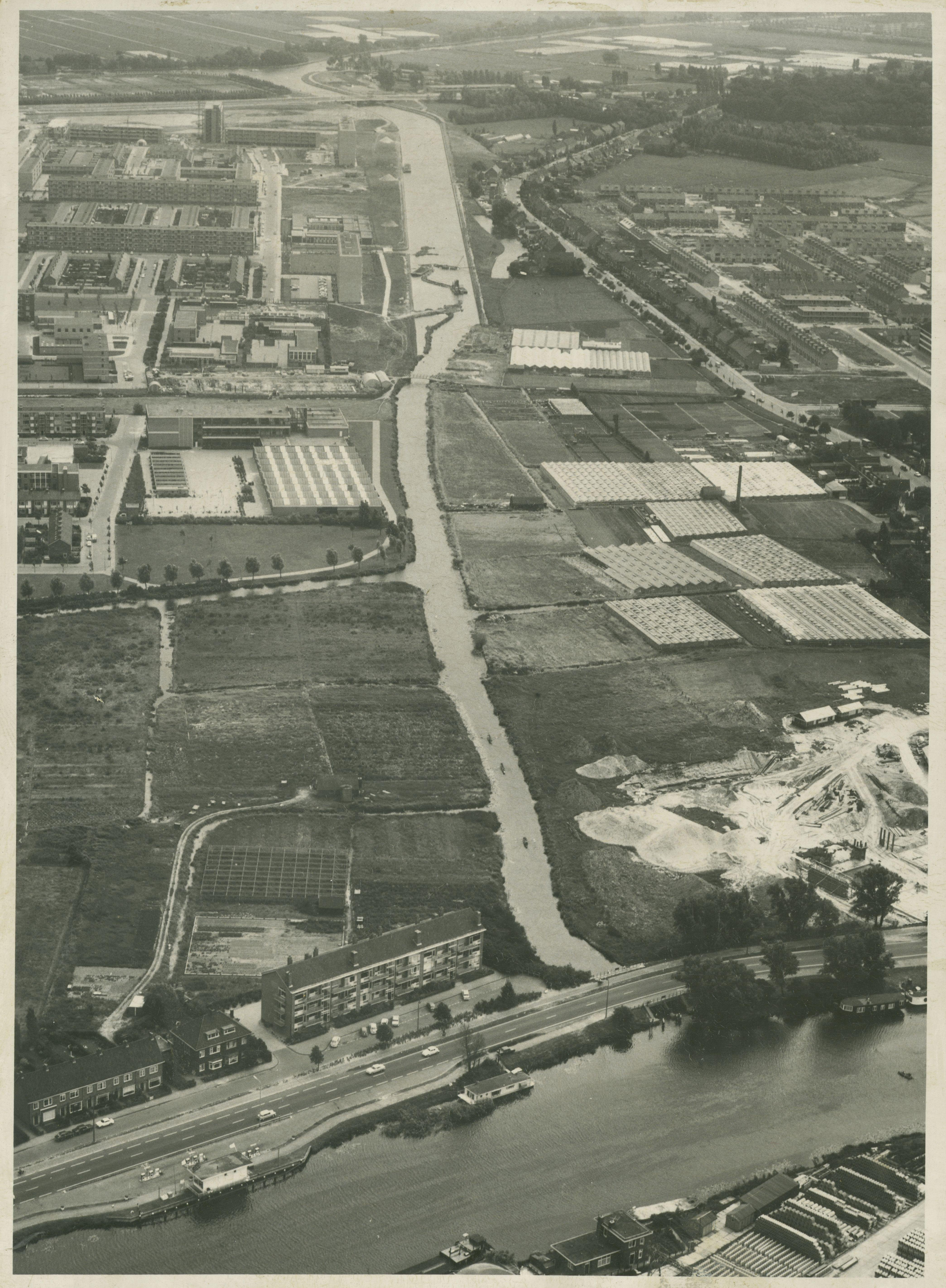
Noord-Hofland in aanbouw (rechts)(ca.1960)
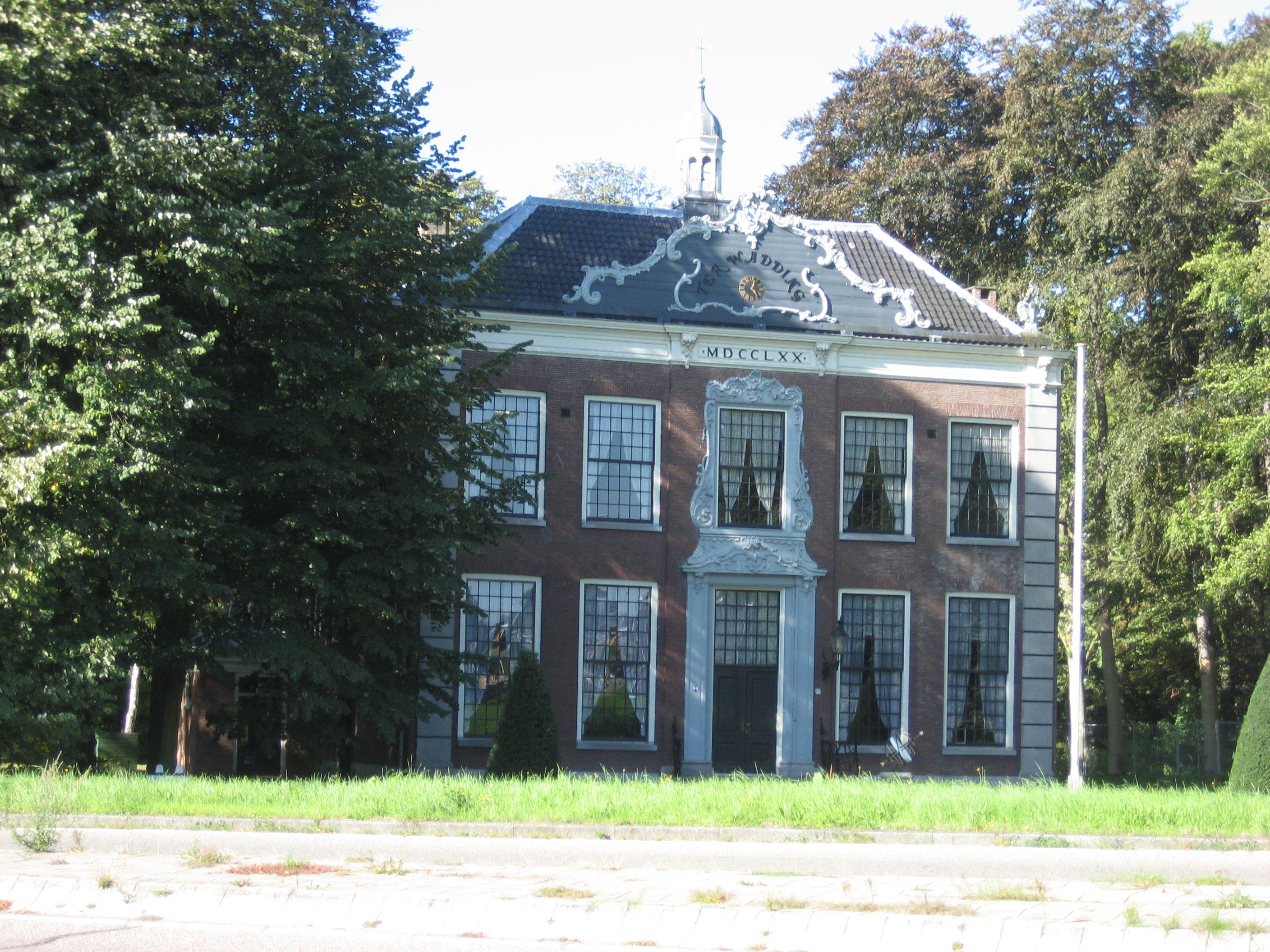
Huize Ter Wadding
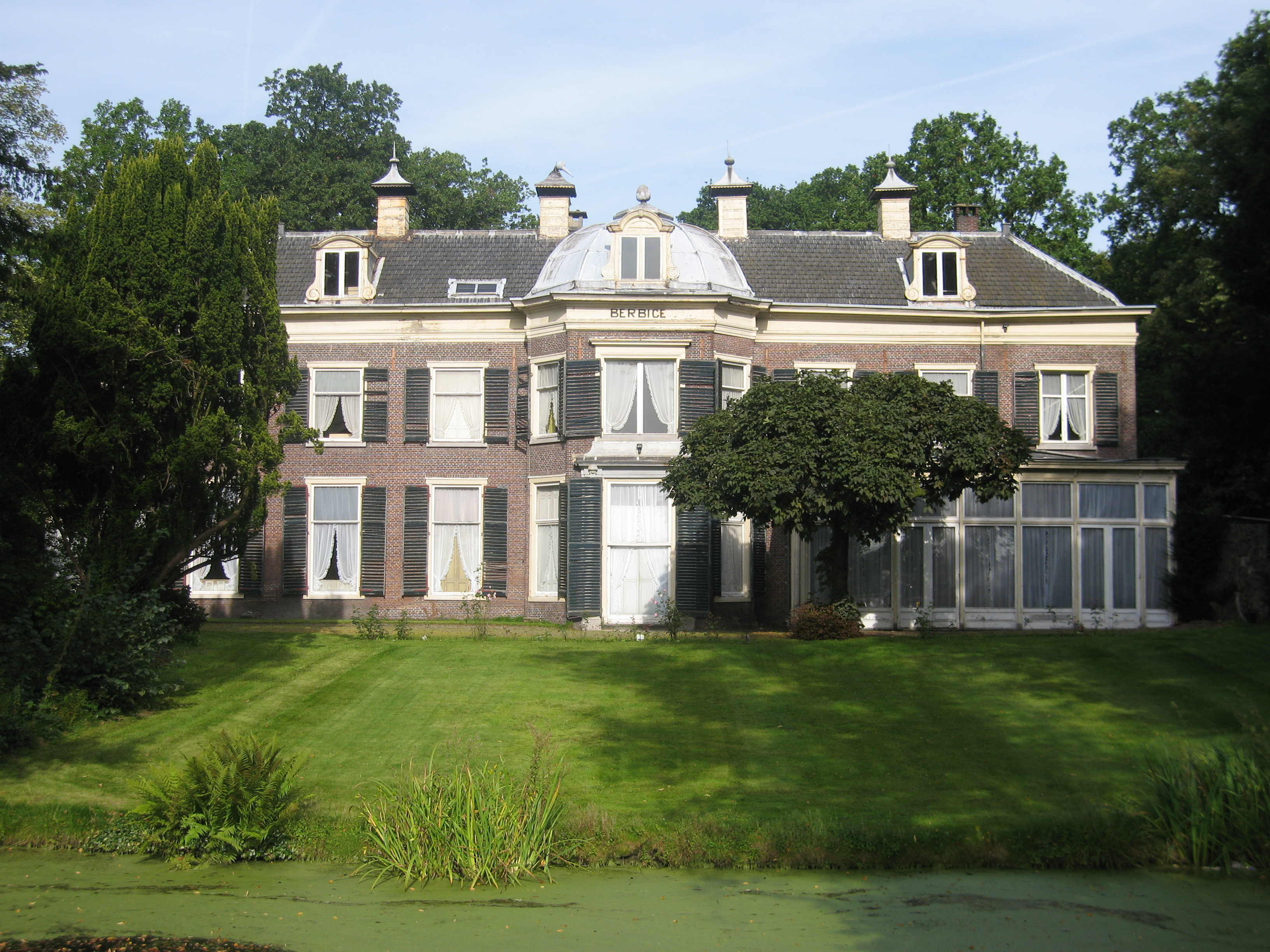
Buitenplaats Berbice
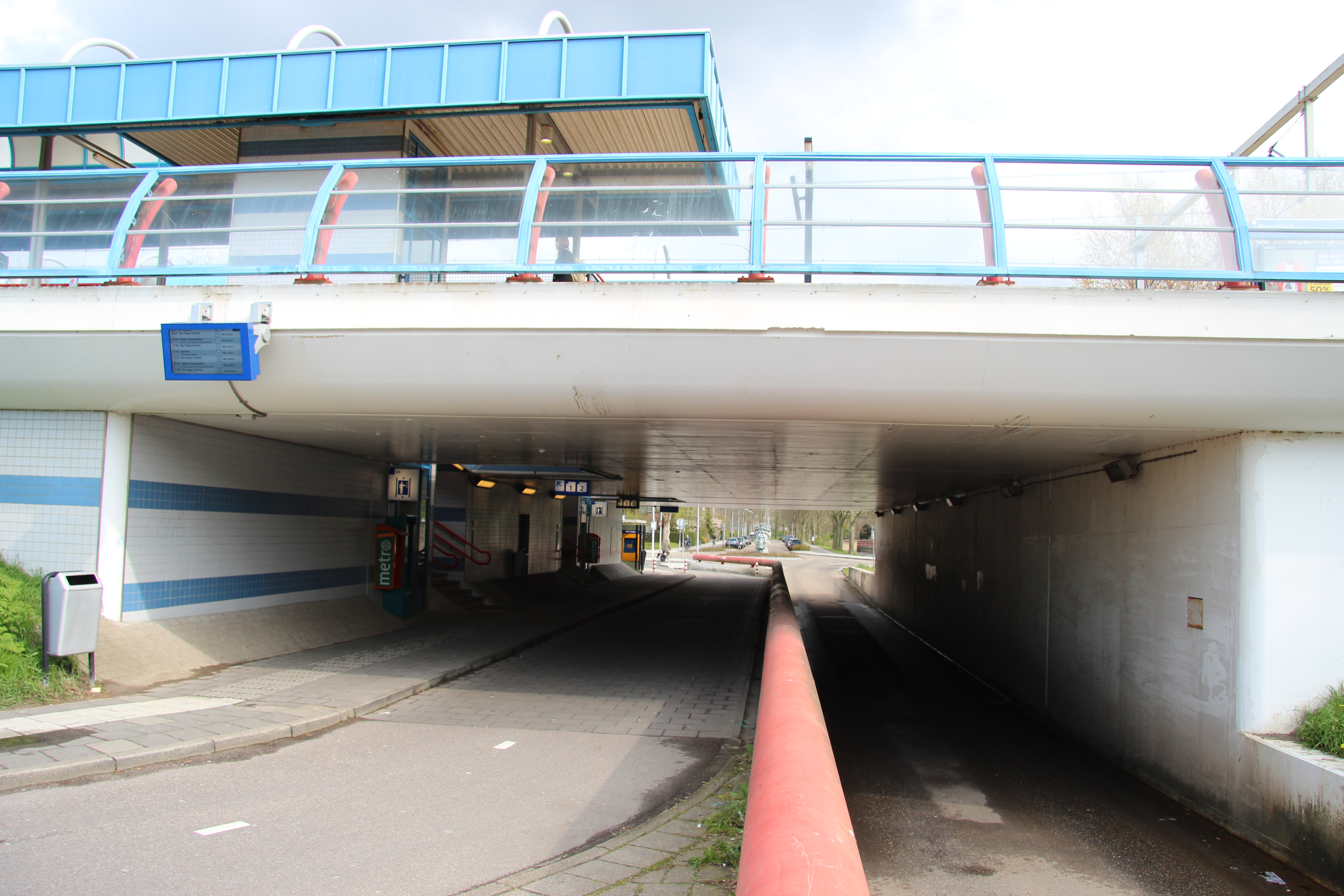
Station De Vink (voetgangerstunnel)
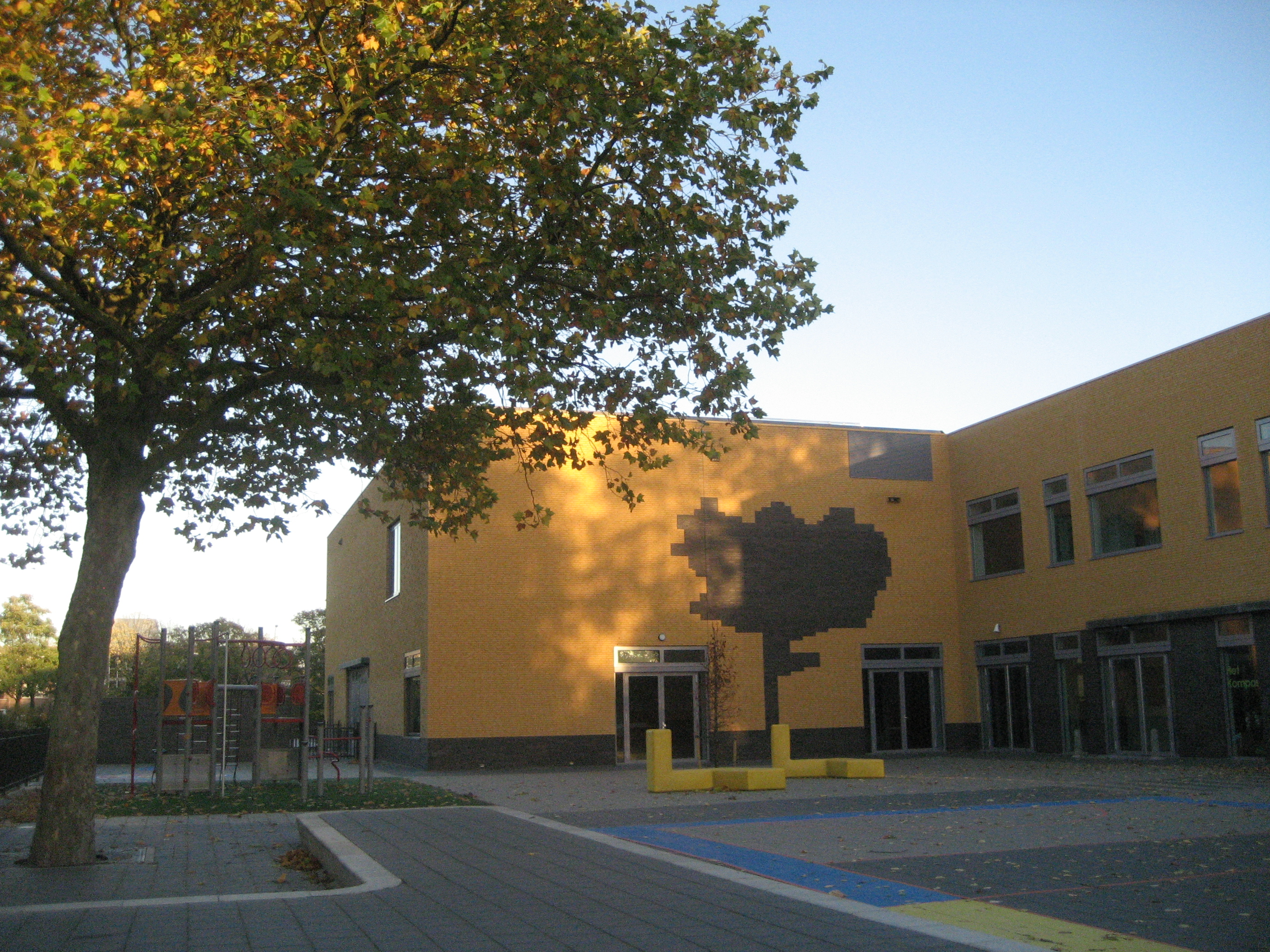
Basisscholen De Vink en Het Kompas
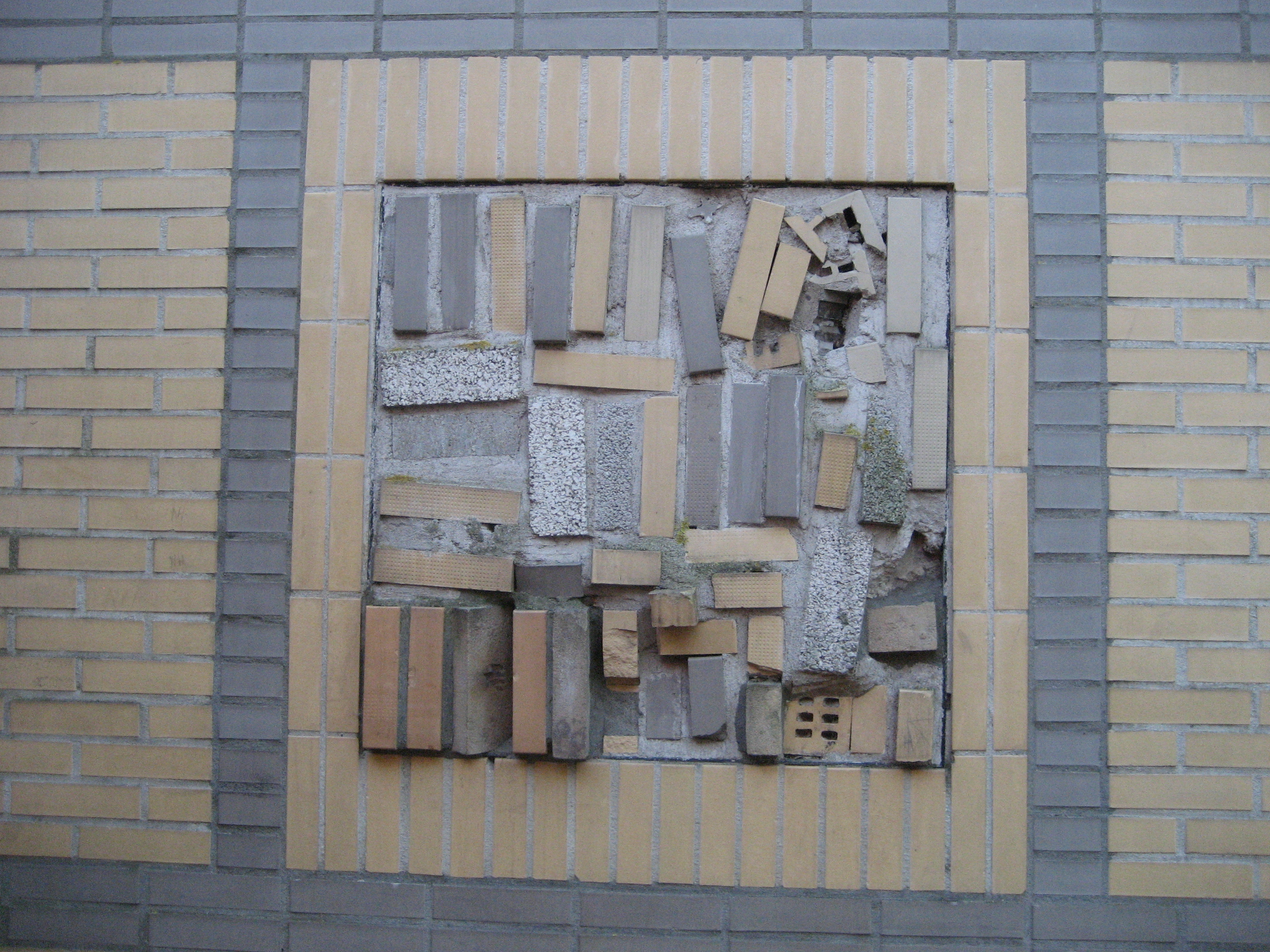
Reliëf bij ingang Alettahof